# Bohemund II av Antiokia
Bohemund II av Antiokia, född omkring 1108 och död 1130, var en furste över Taranto och Antiokia, son till Bohemund I av Antiokia och Constance av Frankrike. 
Vid sin farbror Tankreds död 1112 blev han furste av Antiokia. Bohemund kvarstannade dock i Italien, där han erhöll sin uppfostran. Först 1126 övertog han sitt furstendöme och gifte sig med Alice av Jerusalem, dotter till Balduin II av Jerusalem. Han tog livlig del i striderna mot muslimerna men stupade 1130.
Han efterlämnade som arvinge endast en minderårig dotter Constantia av Antiochia. Hon bortgiftes med Raimund av Poitou, som även han blev Bohemunds efterträdare.